# Adenau
Adenau je město v Německu. Je známé jako Johanniterstadt, protože zde ve středověku sídlil Řád johanitů. Znak města kombinuje černý kříž Kolínského kurfiřtství se lvem pánů z Nürburgu.